# 学术期刊
学术期刊（英語：academic journal，scholarly journal）又称学报，是一种经过同行评审且内容具有学术研究价值的期刊；其为由学术团体、科研单位或高等院校编辑出版，致力于传播某一特定学科或研究领域的最新成果及其评论的连续出版物。
发表在学术期刊上的文章，通常涉及特定的学科。学术期刊展示了研究领域的成果，并起到了公示的作用，其内容主要以原创研究、综述文章、书评等形式的文章为主。
学术期刊可指代所有领域的学术性出版物，本条目针对学术期刊的共通点进行讨论。科学期刊和定量研究型社会科学期刊在形式和作用上，与人文科学期刊和定性研究型的社会科学期刊有所不同，这些不同点将被分别讨论。

## 学术文章
在学术界，论文可以是出版方约稿，也可以是个人主动的投稿。出版方收到原稿后，由编辑决定是否立即退回原稿，否则对论文进行同行审评。审评小组由编辑招募的相关专家组成，人数通常在两个以上。审评过程中，小组成员保持匿名并且彼此间不沟通。评审员就文稿的内容、风格等向编辑汇报，提供对于该文稿的意见和建议，整个过程将持续数周到数月不等。在大多数情况下，评审员报告受到严格保密，但也存在开放同行评论的情况。审评结束后，编辑接受文稿并予以发表或退稿，但退稿時可能鼓励修改後再重新投稿待審。需要注意的是，即使文稿被接受，也可能需由编辑人员进一步修订才能正式出版。

## 评论

### 文献综述
文献综述，又称为“进展回顾”（英語：reviews of progress），是对已发表的研究成果的阶段性总结，可以针对特定课题，也可以是综合评述。某些期刊会把相关的重要文献全部列举出来，另一些期刊则会基于自我判断进行挑选，还有一些期刊会对某一领域的研究进展进行评估。综述期刊只刊登文献综述，某些期刊每期只刊登几篇，大多数期刊并不刊登文献综述。期刊综述还可以分为针对每一年所有课题和针对连续几年某一课题两种类型。与原创论文不同，其通常是出版方在一年或更早以前就企划好的约稿。文献综述有助于学生开始着手学习某个主题，也为已经入门的学者提供了某一领域的最新进展报告。

### 书评
书评是对已出版的学术性书籍的总结。书评通常是约稿，目标本书以及评论撰稿人通常由期刊的书评编辑决定。接受书评编辑的邀请后，撰稿人将得到一份该书的副本作为撰写书评的回报。出版社通常会把新书寄给书评编辑，希望新书能得到评论。

## 知名期刊列表

### 科學
- 《科學》︰美國科學促進會出版的一份科學期刊
- 《自然》︰自然出版集團出版的一份科學期刊
- 《物理報道》︰愛思唯爾出版的一份物理學期刊

### 醫學
- 《CA：临床医师癌症杂志》︰美國癌症協會出版的雙月刊醫學期刊。
- 《刺胳針》︰	愛思唯爾出版的一份醫學期刊
- 《新英格蘭醫學雜誌》︰麻省醫學協會出版的一份醫學期刊

### 工程
- 《IEEE Transactions》︰電機電子工程師學會出版的工程期刊，並分為多個工程領域出版。

### 社會科學
- 《Demography》︰美國杜克大學出版的人口學期刊。
- 《Social Work》︰英國牛津大學出版的社會工作期刊。
- 《Stanford Law Review》：美國史丹佛大學出版的法學期刊。
- 《Journal of Social Policy》︰英國劍橋大學出版的社會政策期刊。
- 《The American psychologist》︰美國心理學會出版的一份心理學期刊。
- 《Journal Of Applied Psychology》︰美國心理學會出版的一份心理學期刊。
- 《Journal of Politics》︰美國芝加哥大學出版的政治學期刊。
- 《American Political Science Review》︰英國劍橋大學出版的政治學期刊。
- 《World Politics》︰美國約翰霍普金斯大學出版涵蓋政治學和國際關係的期刊。
- 《Quarterly Journal of Economics》︰牛津大學出版的經濟學期刊。
- 《Journal of Political Economy》︰芝加哥大學出版社出版的一份經濟學期刊。

### 商學
- 《Journal of Finance》︰美國金融學會出版的一份商業期刊
- 《Academy of Management Perspectives》︰美國管理學會出版的一份管理學期刊
- 《Journal of Marketing》︰美國市場營銷協會的一份市場學期刊
- 《The Accounting Review》︰美國會計協會的一份會計學期刊

## 聲譽與排名
學術期刊的聲譽與排名主要能夠透過指標來進行評估，其中有兩個指標較常被使用，一個是影響指數(Impact Factor, IF)，另一個是引用分數(CiteScore)。

## 延伸阅读
- Bakkalbasi, N; Bauer, K; Glover, J; Wang, L.  (Free full text). Biomedical digital libraries. Jun 2006, 3: 7. PMC 1533854 . PMID 16805916. doi:10.1186/1742-5581-3-7.
- Bontis, Nick; Serenko, A.  (PDF). Journal of Knowledge Management. 2009, 13 (1): 16–26  [2022-06-19]. doi:10.1108/13673270910931134. （原始内容 (PDF)存档于2020-10-11）.
- Deis & Goodman. "Update on Scopus and Web of Science  Charleston Advisor
- Hendler, James. . IEEE Intelligent Systems. 2007, 22 (5). doi:10.1109/MIS.2007.93.
- Lowry, P.B.; Humphreys, S.; Malwitz, J.; Nix, J. . IEEE Transactions of Professional Communication. 2007, 50 (4): 352–78. doi:10.1109/TPC.2007.908733.
- Waller, A.C. Editorial Peer Review Its Strengths and Weaknesses ASIST monograph series. Information Today, 2001. ISBN 1-57387-100-1.
- Serenko, Alexander; Jiao, C.  (PDF). Canadian Journal of Administrative Sciences. 2011,. in-press  [2012-04-18]. doi:10.1002/CJAS.214. （原始内容 (PDF)存档于2012-04-25）.

## 外部連結
- ERIH 'Initial' lists, European Science Foundation（英语：European Science Foundation）

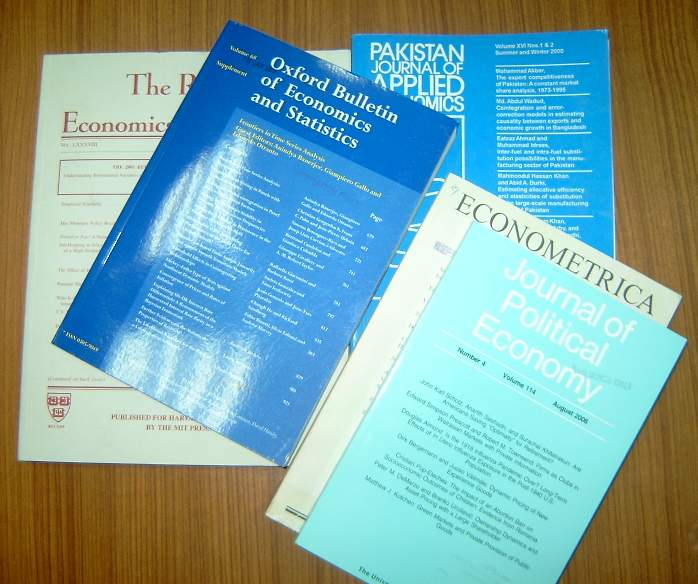
不同類型的同行評審研究期刊；這些特定的出版物涉及經濟學方面.

- Master Journal List (Thomson Reuters), a list of selected, and notable academic journals in the arts, humanities, sciences, and social sciences.
- Academic Journals: What are They?（页面存档备份，存于） and Academic Journals Compared to Magazines（页面存档备份，存于）. Academic Writing. Dennis G. Jerz. Seton Hill University. 2001-08-2001.
- Peer reviewed articles（页面存档备份，存于）. San Diego State University.